# Võrtsjärv
Võrtsjärv (även Virtsjärv, tyska: Wirzsee) är en sjö i södra Estland. Den ligger på gränsen mellan landskapen Tartumaa, Viljandimaa och Valgamaa. Area är 269 kvadratkilometer och sjön är därmed Estlands näst största efter Peipus. Den sträcker sig 34,8 kilometer i nord-sydlig riktning, och 14,8 kilometer i öst-västlig riktning. Sjön är belägen 34 meter över havet. Den avvattnas av floden Emajõgi som mynnar i Peipus och ingår i Narvas avrinningsområde. Tillflöden är bland annat Väike-Emajõgi, Tänassilma jõgi, Õhne jõgi, Tarvastu jõgi, Purtsi jõgi och Rõngu jõgi. I sjön ligger flera mindre öar, bland annat Pähksaar och Tondisaar.
Võrtsjärv är en grund sjö med ett medeldjup på 2,8 meter. Det största djupet är endast sex meter. Vattnet är något förorenat på grund av sitt läge i ett jordbruksområde där utlakade växtnäringsämnen och bekämpningsmedel används. Vid sjöns sydöstra strand ligger ett sötvattenlaboratorium med forskning i och kring sjön.
Vid sjön ligger orterna Leie (284 invånare), Kaarlijärve (170 invånare) och Valma (150 invånare).